# Mercado doméstico

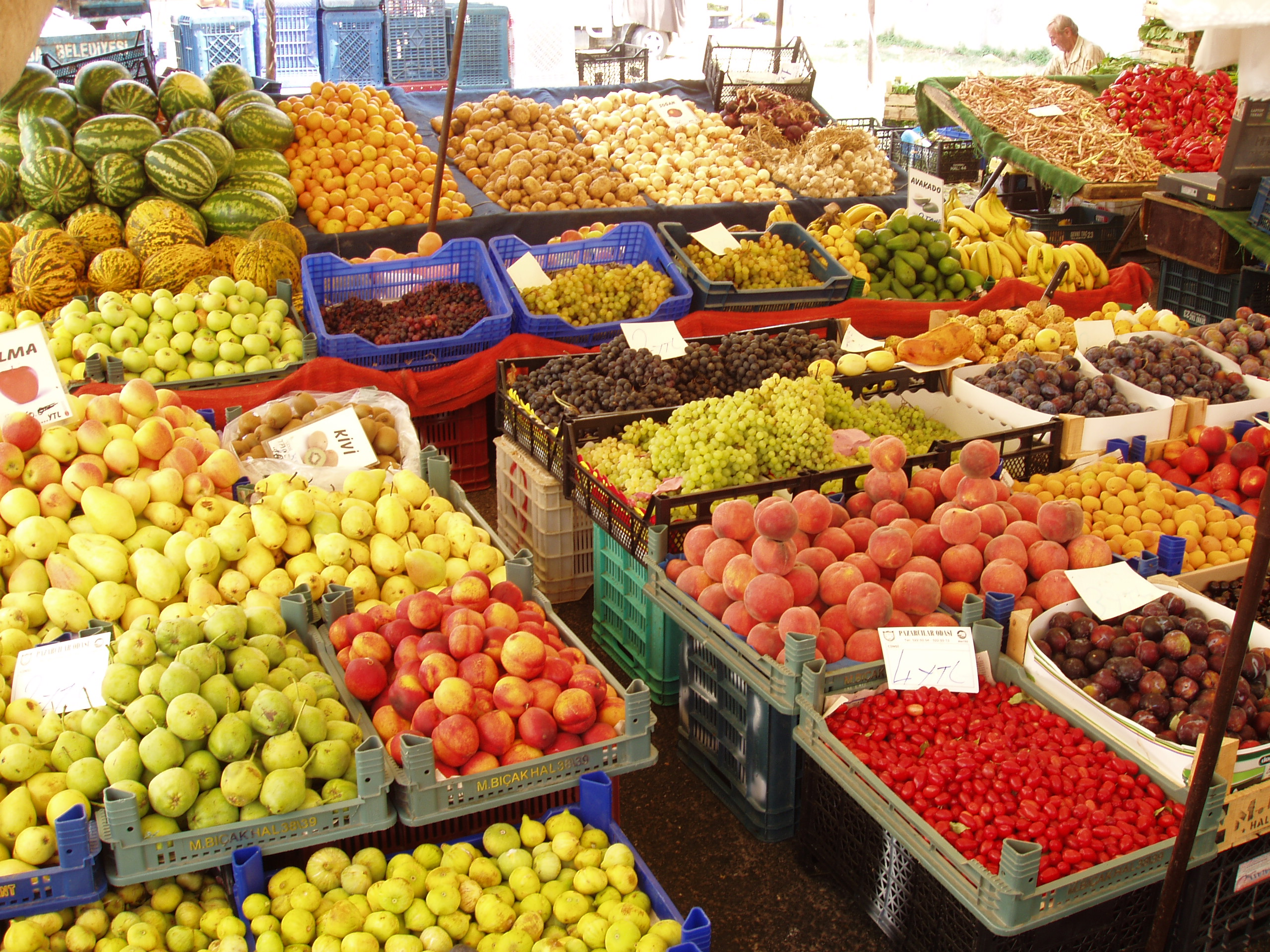
Imagen de un mercado doméstico referencial

En economía y finanzas, un mercado es un mecanismo que permite que los agentes económicos, ya sean oferentes o demandantes, comercien. En otras palabras, es el lugar al que asisten las fuerzas de la oferta y la demanda para realizar las transacciones de bienes y servicios a un determinado precio.
Un mercado doméstico, por lo tanto, incluye todos los mecanismos comerciales dentro de un país, exceptuando del mismo las exportaciones e importaciones. 
- Datos: Q1047494